# Hockey Club compiégnois
Le Hockey Club compiégnois (ou HCC) est un club français de hockey sur glace basé à Compiègne dans l’Oise. Durant la saison 2010-2011, le club a remporté le championnat de Division 3. Aujourd’hui l’équipe évolue en Division 2. Le surnom de l’équipe est « les Lions ». Durant la saison 2012-2013 les Lions atteignent pour la première fois dans l'histoire du club, les séries éliminatoires de Division 2, mais se font éliminer dès le premier tour face aux Jokers de Cergy. La saison suivante (2013-2014), Les Lions, 8e de leur groupe donc dernier qualifiés, créèrent la surprise de ces séries, en se qualifiant en quart de finale en battant 4-3 et 7-4 les Français volants de Paris (premiers de leur groupe). Les Lions mettent en place une équipe sénior en division 3 pour la saison 2019-2020. 

## Histoire
En 1996 le club s’associe avec les Gothiques d’Amiens. La proximité des deux villes, et la différence de niveau des deux clubs, pouvant permettre une synergie bénéfique aux deux partis. Ce système est l’adaptation de la formule « club-école » typique d’Amérique du Nord. Les deux clubs picards ne s'était plus associés à la fin de la saison 2009-2010 jusqu'au début de la saison 2012-2013.

### Résultats par saison
| Saison    | Division   | Classement                                                            | Note                   |
| --------- | ---------- | --------------------------------------------------------------------- | ---------------------- |
| 2006-2007 | Division 3 |                                                                       | Maintien en Division 3 |
| 2007-2008 | Division 3 | (2e Poule D) (3e Play-Offs Poule H)                                   | Maintien en Division 3 |
| 2008-2009 | Division 3 | 20e (4e Poule C) (1er Play-Down Poule H2) (1er Carré Final Play-Down) | Maintien en Division 3 |
| 2009-2010 | Division 3 | 5e (3e Poule C) (2e Play-Offs Poule H)                                | Maintien en Division 3 |
| 2010-2011 | Division 3 | 1er (2e Poule C)                                                      | Promu en Division 2    |
| 2011-2012 | Division 2 | 18e (9e Poule B)                                                      | Maintien en Division 2 |
| 2012-2013 | Division 2 | 13e (6e Poule B)                                                      | Maintien en Division 2 |
| 2013-2014 | Division 2 | 4e (8e Poule A)                                                       | Maintien en Division 2 |

## Effectif actuel
| No    | Nom                   | Nat. | Position       | Arrivée                               |
| ----- | --------------------- | ---- | -------------- | ------------------------------------- |
| +033, | Thibault Varin        |      | Gardien de but | Formé au club                         |
| +040, | Benjamin Deschamp     |      | Gardien de but | 2019 - Castors d'Asnières             |
| +005, | Théo Bourson          |      | Défenseur      | Formé au club                         |
| +010, | Quentin Catoire       |      | Défenseur      | Formé au club                         |
| +018, | Guillaume Duvillé – A |      | Défenseur      | Formé au club                         |
| +019, | Nassim Boulakdem – C  |      | Défenseur      | 2017 - Jokers de Cergy-Pontoise II    |
| +051, | Alric Bourgeaux       |      | Défenseur      | 2019 - Jokers de Cergy-Pontoise II    |
| +060, | Cyril Grare           |      | Défenseur      | Formé au club                         |
| +068, | Jérémy Lebreton       |      | Défenseur      | 2017 - Grizzly de Garges              |
| +088, | Romain Harter         |      | Défenseur      | 2019 - Loisirs                        |
| +002, | Kévin Kreyder         |      | Attaquant      | 2019 - Jokers de Cergy-Pontoise II    |
| +003, | Romain Languedoc      |      | Attaquant      | Formé au club                         |
| +004, | Thomas Maisonneuve    |      | Attaquant      | 2019 - sans club                      |
| +007, | Simon Miens           |      | Attaquant      | Formé au club                         |
| +008, | Thomas Tellier – A    |      | Centre         | 2019 - Gothiques d'Amiens U20         |
| +009, | Mathieu Roland        |      | Attaquant      | Formé au club                         |
| +013, | Corentin Zelko        |      | Attaquant      | 2017 - Grizzly de Garges              |
| +014, | Charles Paulin        |      | Attaquant      | Formé au club                         |
| +015, | Grégory Samson        |      | Attaquant      | Formé au club                         |
| +016, | Matisse Bienaime      |      | Attaquant      | 2019 - Gothiques d'Amiens U20         |
|       | Axel Bienaime         |      | Attaquant      | 2019 - Gothiques d'Amiens U17         |
|       | Axel Prunelle         |      | Attaquant      | 2019 - Gothiques d'Amiens U17         |
|       | Léo Manigault         |      | Attaquant      | 2019 - Gothiques d'Amiens U17         |
|       | Antoine Moreau        |      | Attaquant      | Prêt - Diables rouges de Valenciennes |
|       | Mickael Garcia        |      | Attaquant      | Formé au club                         |